# Bayakoa
Bayakoa (1984-1997) est une jument de course pur-sang anglais ayant fait carrière en Argentine puis aux États-Unis. Lauréate de 13 groupe 1, elle est membre du Hall of Fame des courses américaines.

## Carrière de courses
Affublée d'un bec de perroquet (une malformation congénitale de la mâchoire) et d'aplombs de guingois, Bayakoa n'en fut pas moins une championne en Argentine, son pays natal, où sa carrière, si elle fut très irrégulière, fut marquée par de spectaculaires coups d'éclat : placée de classique (deuxième de la Polla de Potrancas, les 1000 Guinées locales), elle remporte surtout le Gran Premio Palermo, l'un des grands tournois inter-générations en Argentine, en détruisant ses adversaires de douze longueurs. Sur la foi de cette démonstration, Janis et Frank Whitham déboursent $ 300 000 pour la faire venir aux États-Unis et confier à l'entraîneur californien Ron McAnally cette pouliche alors en pleine année de 3 ans (les saisons étant inversées dans l'hémisphère sud, la saison se déroule d'un été à l'autre).  
La première saison américaine de Bayakoa est discrète, la pouliche ne se produisant que dans des courses secondaires et, comme en Argentine, elle alterne le bon (une victoire spectaculaire dans les Juan Darling Stakes) et le beaucoup moins bon (des défaites tout aussi spectaculaires), cherchant sa voie entre les deux surfaces pratiquées aux États-Unis, le dirt et le gazon. Malgré tout, Ron McAnally décide en 1989, alors que la pouliche est devenue une jument six mois après ses congénères américaines, d'aller voir à l'étage supérieur et de ne plus courir que sur le dirt, la surface reine pour les Américains. Avec succès : dès sa deuxième tentative au niveau des courses de groupe, Bayakoa remporte un groupe 1, le Santa Margarita Handicap. Et tout s'enchaîne. À la fin de l'année, elle a remporté de façon impressionnante sept courses dont six groupe 1, une série interrompue par une de ces radicales défaites dont elle a le secret, dans un groupe 2 disputé à Del Mar. Elle se présente donc en favorite dans le Breeders' Cup Distaff, qui réunit les meilleures juments américaines sur le dirt, et ne fait qu'une bouchée de ses adversaires. Elle glane un premier titre de Jument d'âge de l'année.   
En 1990, c'est bis repetita, même si Bayakoa se montre un peu plus irrégulière. Sept victoires en dix sorties, cinq nouveaux groupe 1 dans la musette, et en guise d'apothéose un doublé dans le Breeders' Cup Distaff, où malheureusement l'excitant duel qui devait l'opposer à la phénoménale 3 ans Go For Wand tourne à la tragédie : alors que les deux championnes se livrent une lutte acharnée et indécise à quelques décamètres du poteau, Go For Wand se fracture la jambe en plein effort et doit être euthanasiée à même la piste, quelques mètres à côté de la tombe de Ruffian, qui avait connu pareil sort en 1975. Dans ces circonstances, la victoire facile de Bayakoa devient anecdotique alors qu'elle devient le premier cheval depuis Miesque à réussir un doublé dans la Breeders' Cup. En fin d'année, elle conserve son titre de meilleure Jument d'âge des États-Unis.    
Maintenue à l'entraînement, Bayakoa ne réussit pas une troisième année au plus haut niveau. Trois échecs plus ou moins cinglants ont raison de sa carrière, et la jument rejoint le haras au printemps. Celle que son légendaire jockey Laffit Pincay, Jr. qualifiait de meilleure jument qu'il ait jamais monté fut élue au Hall of Fame des courses américaines en 1998. Elle figure à la 95e dans la liste des 100 meilleurs chevaux de sport hippique américain du XXe siècle établie par le magazine The Blood-Horse en 1999.   

### Résumé de carrière
| Date             | Hippodrome       | Pays             | Course                      | !Statut          | Distance         | Jockey           | Place            | Écart            | Vainqueur ou deuxième |
| 1986-1987, 2 ans | 1986-1987, 2 ans | 1986-1987, 2 ans | 1986-1987, 2 ans            | 1986-1987, 2 ans | 1986-1987, 2 ans | 1986-1987, 2 ans | 1986-1987, 2 ans | 1986-1987, 2 ans | 1986-1987, 2 ans      |
| ---------------- | ---------------- | ---------------- | --------------------------- | ---------------- | ---------------- | ---------------- | ---------------- | ---------------- | --------------------- |
| 15 février       | Palermo          | Argentine        | Premio Villares             |                  | 1 000 m          | R. Riveiro       | 2e / 11          | 2                | Scherezade            |
| 10 avril         | Palermo          | Argentine        | Premio Mister Prieto        |                  | 1 000 m          | R. Riveiro       | 1er / 8          | 7                | Cogotuda              |
| 17 mai           | Palermo          | Argentine        | Gran Premio Jorge de Atucha | Gr. 1            | 1 500 m          | R. Riveiro       | 6e / 10          | 14               | Candila               |
| 21 juin          | San Isidro       | Argentine        | Premio Mas Valente          |                  | 1 400 m          | R. Riveiro       | 1er / 11         | 4                | Piñuela               |
| 1987-1988, 3 ans |                  |                  |                             |                  |                  |                  |                  |                  |                       |
| 18 juillet       | San Isidro       | Argentine        | Gran Premio 1000 Guineas    | Gr. 1            | 1 600 m          | R. Riveiro       | 9e / 14          | 10               | Pero Yo Se            |
| 23 août          | Palermo          | Argentine        | Polla de Potrancas          | Gr. 1            | 1 600 m          | R. Riveiro       | 2e / 17          | 3                | Podeica               |
| 10 octobre       | San Isidro       | Argentine        | Premio San Isidro           | Gr. 1            | 1 600 m          | M. Lezcano       | 2e / 9           | 1 ½              | Cautin                |
| 1er novembre     | Palermo          | Argentine        | Gran Premio Palermo         | Gr. 1            | 1 600 m          | M. Lezcano       | 1er / 11         | 12               | Laborioso             |
| 1988, 4 ans      |                  |                  |                             |                  |                  |                  |                  |                  |                       |
| 11 mai           | Hollywood Park   | États-Unis       | Allowance                   |                  | 1 600 m          | L. Pincay, Jr.   | 1er / 9          | 2 ¼              | Quadrada              |
| 29 mai           | Canterbury       | États-Unis       | Lady Canterbury Handicap    |                  | 1 600 m          | J. Velazquez     | 6e / 12          | 6 ½              | Balbonella            |
| 6 août           | Del Mar          | États-Unis       | Osnitas Handicap            |                  | 1 700 m          | A. Gryder        | 5e / 6           | 3 ¼              | Choritzo              |
| 5 septembre      | Del Mar          | États-Unis       | June Darling Stakes         |                  | 1 600 m          | A. Gryder        | 1er / 8          | 10               | Queen Forbes          |
| 6 octobre        | Santa Anita      | États-Unis       | Allowance                   |                  | 1 600 m          | A. Gryder        | 2e / 10          | 3                | Daloma                |
| 30 octobre       | Santa Anita      | États-Unis       | Midwick Handicap            |                  | 1 600 m          | A. Gryder        | 10e / 10         | 13               | Balbonella            |
| 17 décembre      | Hollywood Park   | États-Unis       | Allowance                   |                  | 1 400 m          | A. Gryder        | 2e / 7           | 2                | Miss Brio             |
| 1989, 5 ans      |                  |                  |                             |                  |                  |                  |                  |                  |                       |
| 5 janvier        | Santa Anita      | États-Unis       | Allowance                   |                  | 1 600 m          | L. Pincay, Jr.   | 1er / 6          | 12               | Small Virtue          |
| 28 janvier       | Santa Anita      | États-Unis       | Santa Maria Handicap        | Gr. 2            | 1 700 m          | L. Pincay, Jr.   | 2e / 7           | 3/4              | Miss Brio             |
| 19 février       | Santa Anita      | États-Unis       | Santa Margarita Handicap    | Gr. 1            | 1 800 m          | L. Pincay, Jr.   | 1er / 7          | 2                | Goodbye Halo          |
| 19 avril         | Oaklawn Park     | États-Unis       | Apple Blossom Handicap      | Gr. 1            | 1 700 m          | L. Pincay, Jr.   | 1er / 6          | 4                | Goodbye Halo          |
| 20 mai           | Hollywood Park   | États-Unis       | Hawthorne Handicap          | Gr. 2            | 1 600 m          | L. Pincay, Jr.   | 1er / 5          | 4 ½              | Goodbye Halo          |
| 17 juin          | Hollywood Park   | États-Unis       | Milady Handicap             | Gr. 1            | 1 700 m          | L. Pincay, Jr.   | 1er / 5          | 1                | Flying Julia          |
| 15 juillet       | Hollywood Park   | États-Unis       | Vanity Handicap             | Gr. 1            | 1 800 m          | L. Pincay, Jr.   | 1er / 6          | 5                | Flying Julia          |
| 2 septembre      | Del Mar          | États-Unis       | Chula Vista Handicap        | Gr. 2            | 1 700 m          | L. Pincay, Jr.   | 6e / 6           | 15               | Goodbye Halo          |
| 24 septembre     | Belmont Park     | États-Unis       | Ruffian Handicap            | Gr. 1            | 1 800 m          | L. Pincay, Jr.   | 1er / 6          | 3 ½              | Colonial Waters       |
| 14 octobre       | Keeneland        | États-Unis       | Spinster Stakes             | Gr. 1            | 1 800 m          | L. Pincay, Jr.   | 1er / 6          | 11               | Goodbye Halo          |
| 4 novembre       | Gulfstream       | États-Unis       | Breeders' Cup Distaff       | Gr. 1            | 1 800 m          | L. Pincay, Jr.   | 1er / 10         | 1 ½              | Gorgeous              |
| 1990, 6 ans      |                  |                  |                             |                  |                  |                  |                  |                  |                       |
| 4 février        | Santa Anita      | États-Unis       | Santa Maria Handicap        | Gr. 1            | 1 700 m          | C. McCarron      | 1er / 4          | 3 ½              | Nikishka              |
| 18 février       | Santa Anita      | États-Unis       | Santa Margarita Handicap    | Gr. 1            | 1 800 m          | C. McCarron      | 1er / 4          | 6                | Gorgeous              |
| 4 mars           | Santa Anita      | États-Unis       | Santa Anita Handicap        | Gr. 1            | 2 000 m          | L. Pincay, Jr.   | 10e / 10         | 29               | Ruhlmann              |
| 18 avril         | Oaklawn Park     | États-Unis       | Apple Blossom Handicap      | Gr. 2            | 1 700 m          | L. Pincay, Jr.   | 2e / 4           | 2 ¾              | Gorgeous              |
| 19 mai           | Hollywood Park   | États-Unis       | Hawthorne Handicap          | Gr. 2            | 1 600 m          | L. Pincay, Jr.   | 1er / 5          | 4                | Stormy but Valid      |
| 16 juin          | Hollywood Park   | États-Unis       | Milady Handicap             | Gr. 1            | 1 700 m          | L. Pincay, Jr.   | 1er / 4          | 2 ¼              | Fantastic Look        |
| 4 août           | Del Mar          | États-Unis       | San Diego Handicap          | Gr. 3            | 1 700 m          | L. Pincay, Jr.   | 2e / 6           | 2 ¼              | Quiet American        |
| 1er septembre    | Del Mar          | États-Unis       | Chula Vista Handicap        | Gr. 2            | 1 700 m          | L. Pincay, Jr.   | 1er / 5          | nez              | Fantastic Look        |
| 6 octobre        | Keeneland        | États-Unis       | Spinster Stakes             | Gr. 1            | 1 800 m          | L. Pincay, Jr.   | 1er / 8          | 3                | Gorgeous              |
| 27 octobre       | Belmont Park     | États-Unis       | Breeders' Cup Distaff       | Gr. 1            | 1 800 m          | L. Pincay, Jr.   | 1er / 7          | 6 ¾              | Colonial Waters       |
| 1991, 7 ans      |                  |                  |                             |                  |                  |                  |                  |                  |                       |
| 2 février        | Santa Anita      | États-Unis       | Santa Maria Handicap        | Gr. 1            | 1 700 m          | L. Pincay, Jr.   | 4e / 4           | 11               | Little Brianne        |
| 16 février       | Santa Anita      | États-Unis       | Santa Margarita Handicap    | Gr. 1            | 1 800 m          | L. Pincay, Jr.   | 2e / 7           | 2                | Little Brianne        |
| 19 avril         | Oaklawn Park     | États-Unis       | Apple Blossom Handicap      | Gr. 1            | 1 700 m          | L. Pincay, Jr.   | 6e / 6           | 14               | Degenerate Gal        |

## Au haras
Aucun des quatre produits de Bayakoa n'a pu se mettre en évidence sur les pistes, mais deux de ses filles se sont distinguées au haras :
- Trinity Place (par Strawberry Road), mère de Affluent (par Affirmed), multiple lauréate et placée au niveau des groupe 1 : Queen Elizabeth II Challenge Cup Stakes, La Brea Stakes, Ramona Handicap, Santa Monica Handicap, 2e Del Mar Oaks, Apple Blossom Handicap, Vanity Handicap, Milady Handicap, 3e Santa Anita Oaks, Las Virgenes Stakes.
- Arlucea (par Broad Rush), mère de Fort Learned (par E Dubaï) : Breeders' Cup Classic, Whitney Handicap, Stephen Foster Handicap, 3e Jockey Club Gold Cup.

## Origines
Bayakoa est une fille du méconnu Consultant's Bid, qui remporta deux petites courses et 25 000 dollars avant d'être exporté en Argentine en 1982, où il ne brilla guère par ailleurs. Arlucea, la mère, était classique puisqu'elle a remporté le Clásico Caballerizas Argentinas. Elle est issue d'une famille installée en Argentine depuis la fin du XIXe siècle quand la jument Ante Diem (la dixième mère de Bayakoa) fut importée d'Angleterre. Elle y a bien tracé puisque cette famille compte une vingtaine de vainqueurs classiques en Amérique du Sud, parmi lesquels le champion Mineral, lauréat de la triple couronne argentine en 1931.

### Pedigree
| Origines de Bayakoa (ARG), jument baie née en 1984 | Origines de Bayakoa (ARG), jument baie née en 1984 | Origines de Bayakoa (ARG), jument baie née en 1984 | Origines de Bayakoa (ARG), jument baie née en 1984 |
| -------------------------------------------------- | -------------------------------------------------- | -------------------------------------------------- | -------------------------------------------------- |
| Père Consultant's Bid 1977                         | Bold Bidder 1962                                   | Bold Ruler                                         | Nasrullah                                          |
| Père Consultant's Bid 1977                         | Bold Bidder 1962                                   | Bold Ruler                                         | Miss Disco                                         |
| Père Consultant's Bid 1977                         | Bold Bidder 1962                                   | High Bid                                           | To Market                                          |
| Père Consultant's Bid 1977                         | Bold Bidder 1962                                   | High Bid                                           | Stepping Stone                                     |
| Père Consultant's Bid 1977                         | Fleet Judy 1963                                    | Fleet Nasrullah                                    | Nasrullah                                          |
| Père Consultant's Bid 1977                         | Fleet Judy 1963                                    | Fleet Nasrullah                                    | Happy Go Fleet                                     |
| Père Consultant's Bid 1977                         | Fleet Judy 1963                                    | Solid Miss                                         | Solidarity                                         |
| Père Consultant's Bid 1977                         | Fleet Judy 1963                                    | Solid Miss                                         | Henpecker                                          |
| Mère Arlucea 1974                                  | Good Manners 1966                                  | Nashua                                             | Nasrullah                                          |
| Mère Arlucea 1974                                  | Good Manners 1966                                  | Nashua                                             | Segula                                             |
| Mère Arlucea 1974                                  | Good Manners 1966                                  | Fun House                                          | The Doge                                           |
| Mère Arlucea 1974                                  | Good Manners 1966                                  | Fun House                                          | Recess                                             |
| Mère Arlucea 1974                                  | Izarra 1964                                        | Right of Way                                       | Honeyway                                           |
| Mère Arlucea 1974                                  | Izarra 1964                                        | Right of Way                                       | Magnificent                                        |
| Mère Arlucea 1974                                  | Izarra 1964                                        | Azpetia                                            | Corindon II                                        |
| Mère Arlucea 1974                                  | Izarra 1964                                        | Azpetia                                            | Bidasoa (famille 9-g)                              |